# Lego Technic

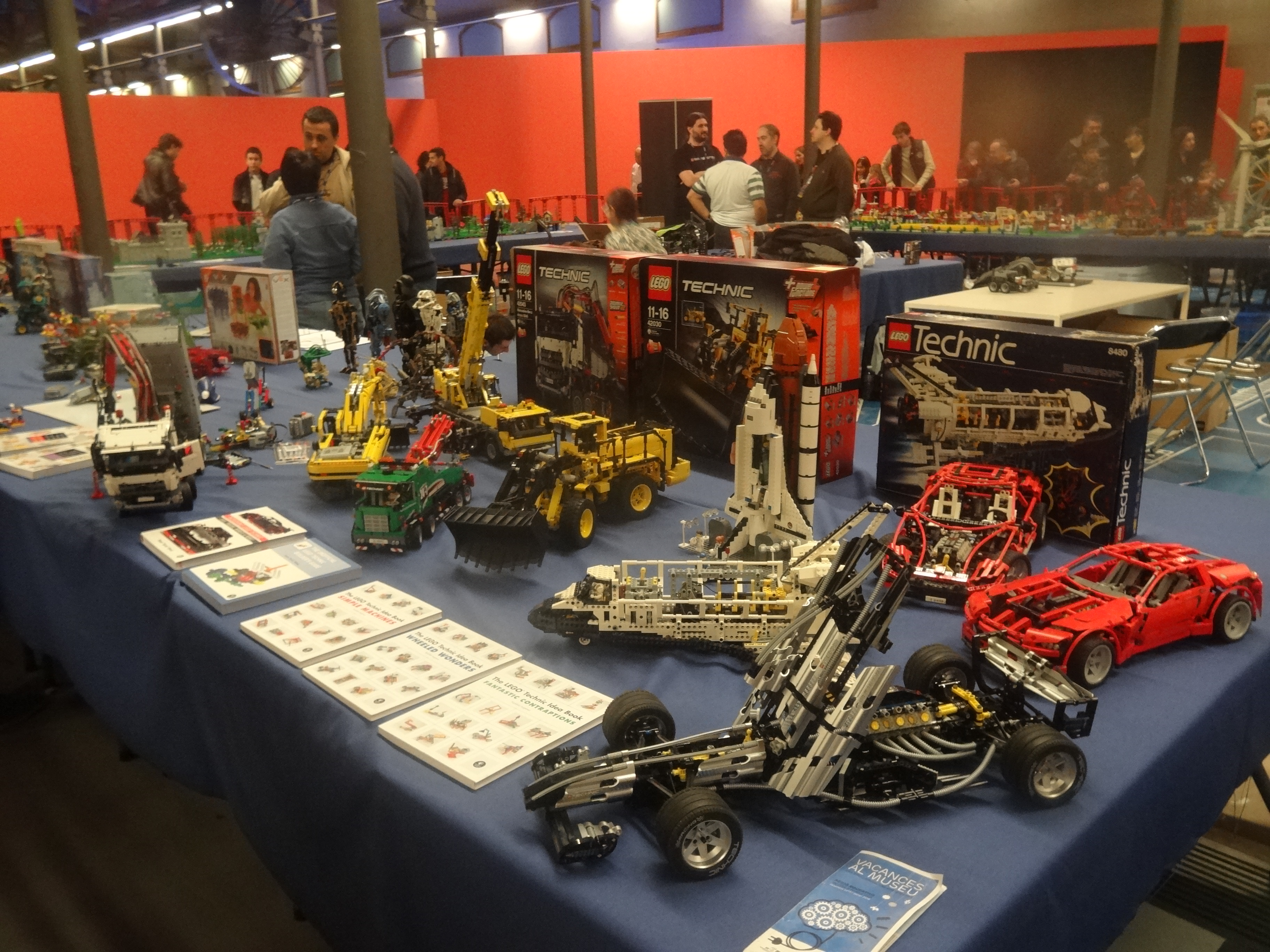
並べられた作品

LEGO TECHNIC（レゴ・テクニック）は、モーター、歯車や車軸、タイヤ等の機構部品で構成される機械等を組むためのレゴ社の一連の製品群である。

## 解説
ファンタジー的な要素を排し、実物同様の機構の再現を重視した知育玩具。工学教育に活用する所もある。いくつかのキットでは電子回路を登載して遠隔操作が可能な機種も存在する。対象年齢は主に10代が対象ではあるものの、子供だけではなく、大人も楽しめる仕様になっている。他のシリーズが常に時代の流れにより淘汰されているのに対して1977年の発売以来40年間に渡って根強い人気に支えられ、確固たる地位を築いている。対象年齢は他のシリーズと比較してやや高めで、部品点数が多い事もあり、製品単価も同様に他のシリーズと比較して高値の傾向がある。ボックスアートは黒を基調としている。
古いセットではおなじ部品を基に複数の機種を製作するための説明書が同梱されていた。一つのセットから複数の機種を製作できるが、主モデル以外は大抵はあえて説明書が添付されていない。現在ではWebサイトで作り方が公開されている。
一部の製品は数量限定販売や国限定で販売されるため、愛好家の間で投機対象となり、ネットオークションで高値で取引される場合がある。同様に欧州や北米では発売されているものの、日本国内では未発売の製品も少なくない。
MINDSTORMSと組み合わせることにより、多種多様な動作をするロボットやメカトロニクスの教材としても使用できる。

## LEGO pneumatics

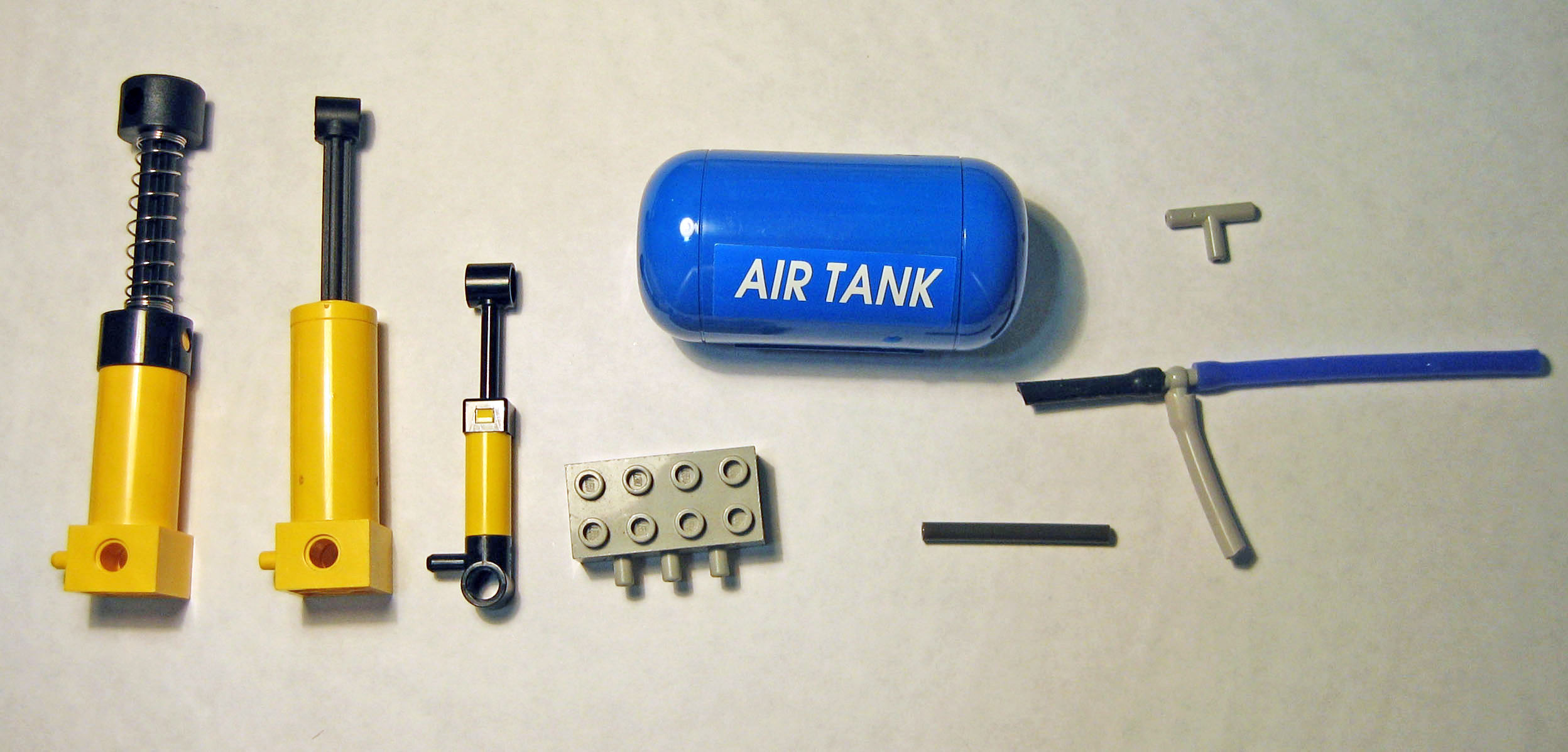
Lego pneumaticsを構成する部品

Lego pneumaticsは1984年にLego Technicの一環として発売されたシリーズで建設機械のように実物では油圧シリンダを使用する機種を空気圧で再現している。電気式であれば減速機やサーボモーターを必要とするような動作を単純な機構によって再現できるので採用される。手動式のポンプを使用する機種から、本格的な空気圧縮機を使用する機種まである。